# 阿克尼斯泰市鎮
阿克尼斯泰市鎮，曾是拉脫維亞的一個市鎮，設立於2009年，位於該國南部。人口3303人，面積285平方公里，人口密度約12人/km2。
2021年7月1日，阿克尼斯泰市鎮、葉卡布皮爾斯市及其它市镇合并为新的葉卡布皮爾斯市鎮。

## 外部連結
- 葉卡布皮爾斯市鎮官方網站 （页面存档备份，存于） （拉脱维亚文） （英文）